# エリン・ブロコビッチ (映画)
『エリン・ブロコビッチ』（原題: Erin Brockovich）は、2000年製作のアメリカ映画。アメリカ西海岸を拠点とする大手企業PG&Eから、環境汚染に対する史上最高額の和解金を勝ち取ったエリン・ブロコビッチの半生を描く。
主演のジュリア・ロバーツの演技は絶賛され第73回アカデミー賞をはじめ、ゴールデングローブ賞 主演女優賞（ドラマ部門） 、英国アカデミー賞 主演女優賞 、ナショナル・ボード・オブ・レビュー 主演女優賞、全米映画俳優組合賞、ロサンゼルス映画批評家協会賞女優賞など数多くの賞を受賞した。
また、エリン・ブロコビッチ本人もカメオ出演している。

## ストーリー
3人の子供を抱えるシングル・マザーのエリンは子供を抱えていては職探しもままならず、信号無視の車に衝突される交通事故に遭う。こちらに過失のない事故だから絶対に勝てると弁護士のエドワードはエリンの弁護を請け負うが、陪審員の目には加害者が医師であるのに対し、エリンは社会的な信用が低く、証言時の言葉遣いの悪さも災いして、金目当ての当たり屋と相手側に匂わされた結果、敗訴してしまった。事故で負傷したにもかかわらず賠償金を得ることも出来ず、生活に窮したエリンはエドワードに、勝てる裁判で負けたのだから代わりに仕事を斡旋するように要求、半ば強引に彼の事務所で働くようになる。

## キャスト
| 役名                    | 俳優                     | 日本語吹き替え                                                                                         | 日本語吹き替え |
| 役名                    | 俳優                     | ソフト版                                                                                               | テレビ朝日版 |
| ----------------------- | ------------------------ | --- | --- |
| エリン・ブロコビッチ    | ジュリア・ロバーツ       | 土井美加                                                                                               | 戸田恵子 |
| エドワード・L・マスリー | アルバート・フィニー     | 阪脩                                                                                                   | 大塚周夫 |
| ジョージ                | アーロン・エッカート     | 大塚明夫                                                                                               | 堀内賢雄 |
| ドナ・ジェンセン        | マーグ・ヘルゲンバーカー | 紗ゆり                                                                                                 | 佐々木優子 |
| チャールズ・エンブリー  | トレイシー・ウォルター   | 辻親八                                                                                                 | 後藤哲夫 |
| カート・ポッター        | ピーター・コヨーテ       | 森田順平                                                                                               | 佐々木勝彦 |
| パメラ・ダンカン        | チェリー・ジョーンズ     | 寺内よりえ                                                                                             | |
| その他                  | N/A                      | 檀臣幸 斉藤昌 堀越真己 黒田弥生 永迫舞 稲葉実 柳沢栄治 筈見純 片桐真衣 幸田夏穂 吉田孝 高橋翔 山門久美 | 桐本琢也 こおろぎさとみ 川田妙子 望木祐子 磯辺万沙子 佐久田修 原千果子 丸山真奈実 田原アルノ 中澤やよい 中博史 水落幸子 仲野裕 斎藤志郎 駒谷昌男 矢野裕子 天神聡介 田上由希子 つるだかづみ |
| 演出                    |                          | 清水洋史                                                                                               | 壺井正 |
| 翻訳                    |                          | 栗原とみ子                                                                                             | 日笠千晶 |
| 調整                    |                          | 宇田川亨子                                                                                             | 飯塚秀保 |
| 効果                    |                          | | リレーション |
| プロデュース            |                          | 吉岡美惠子                                                                                             | |
| 制作担当                |                          | 神部宗之                                                                                               | |
| 制作                    |                          | 東北新社                                                                                               | グロービジョン |

- ソフト版： VHS・DVD・BD収録
- テレビ朝日版：初回放送2003年12月7日『日曜洋画劇場』

## 評価
レビュー・アグリゲーターのRotten Tomatoesでは149件のレビューで支持率は85%、平均点は7.50/10となった。Metacriticでは36件のレビューを基に加重平均値が73/100となった。